# Keratektasie
Die Keratektasie ist eine krankhafte Ausdünnung der Hornhaut mit Vorwölbung nach außen.
Es handelt sich um eine umschriebene Ausdehnung und Ausweitung der Hornhaut meist am Rand (Randektasie) und kann nach einem nicht perforiertem Ulcus der Hornhaut auftreten.
Eine Keratektasie kann frühes Symptom eines Keratokonus (primäre Keratektasie) sein, oder als Komplikation einer Augenbehandlung mit Laser auftreten (sekundäre Keratektasie).
Die iatrogene Keratektasie kann sich rasch, aber auch erst Jahre später entwickeln, die Häufigkeit wird auf zwischen 0,04 und 2,8 % geschätzt.
Kennzeichen sind eine fortschreitende Kurzsichtigkeit mit Astigmatismus mit Verminderung der Sehschärfe.
Als Risikofaktoren werden dünne oder abnormal geformte Hornhaut, eine starke Kurzsichtigkeit (über 8 Dioptrien), jugendliches Alter, Neurodermitis, familiäres Vorkommen von Keratokonus oder Bindegewebserkrankungen angesehen.

## Diagnose
Die Diagnostik erfolgt durch die augenärztliche Untersuchung.

## Therapie
Neben konservativer Therapie der Kurzsichtigkeit kommen operative Verfahren infrage wie Keratoplastik, Kollagenvernetzung oder Implantation von Ringsegmenten.